# Біржайський замок
Біржайський палац-замок (лит. Biržų pilis) — колишня резиденція Радзивіллів в місті Біржай на півночі Литви. Побудований в 1586-1589 роках Христофором «Перуном» Радзивіллом. Свого нинішнього вигляду палац набув у 1985 році.
За звичаєм литовських магнатів, для захисту замку біля його стін було влаштовано штучне озеро — Шірвена. Ця водойма площею близько 400 га виникла при загаченні річок Апащя і Аглуона. Замок був оточений захисним насипом і ровами з водою.
У 1625 році замок захопила шведська армія. Через кілька років Радзивілли повернули майже повністю зруйнований замок, було розпочато його реконструкцію. Замок був відбудований за голландською моделлю бастіонних замків, обладнаний захисною системою насипів, бастіонів і набув рис стилю ренесанс. Знову відбудований другий замок, як і перший, складався з цілого комплексу будівель різного призначення — їх було понад 20.
Під час Північної війни в 1704 року Біржайський замок було зруйновано шведами. Після цього замок не відновлювався. У 1978-1985 роках частину руїн Біржайського замку було реконструйовано і тепер там розташовується музей Біржайського краю «Села» і бібліотека.